# إيزابيل جارسيا أدانيز
إيزابيل جارسيا أدانيز (مدريد، 9 سبتمبر 1972) مترجمة إسبانية.

## السيرة الشخصية
لديها شهادة في فقه اللغة الألمانية والإسبانية ودكتوراه في فقه اللغة الألمانية، بالإضافة إلى دبلوم في البيانو والموسيقى. هي أستاذة في قسم فقه اللغة الألمانية بجامعة كومبلوتنسي بمدريد.
قامت بترجمة العديد من كتب المؤلفين الناطقين باللغة الألمانية من القرنين التاسع عشر والعشرين (ثيودور فونتان وهاينريش هاين وتوماس مان وآرثر شنيتزلر وجوزيف روث وكلاوس مان وآخرين)، بالإضافة إلى بعض الكتاب الحاليين (بيتر هاندكه ودانيال كيلمان وكريس كراوس وهيرتا مولر). في عام 2006 حصل على جائزة إسثر بنيتيز لأفضل ترجمة للكاتب توماس مان، وفي عام 2020 حصلت على الجائزة الوطنية لأفضل ترجمة.